# توماس دبليو. مور
توماس دبليو. مور (بالإنجليزية: Thomas W. Moore)‏ هو مدير أمريكي، ولد في 17 سبتمبر 1918، وتوفي في 31 مارس 2007.

## وصلات خارجية
- توماس دبليو. مور على موقع IMDb (الإنجليزية)
- توماس دبليو. مور على موقع قاعدة بيانات الفيلم (الإنجليزية)